# 우금치 전투
우금치 전투(牛禁峙戰鬪)는 동학 농민 운동 당시인 1894년 11월 20일(음력 10월 23일) ~ 12월 7일(음력 11월 11일) 사이 공주를 놓고 벌인 농민군과 관군 사이의 결정적 전투였다. 양측은 두 차례의 접전을 벌였으며 두 번째 있었던 우금치의 전투에서 농민군이 패퇴하며 동학 농민 운동은 급격히 쇠퇴하였다.

## 배경
갑오세(甲午歲) 갑오세
 을미적(乙未賊) 을미적
 병신(丙申) 되면 못 가리
 —  농민군이 불렀다고 전해지는 민요의 가사
1894년 갑오년은 조선의 역사에서 여러모로 큰 획을 그은 한 해였다. 이해 초 고부에서 거병한 전봉준은 기존의 민란을 넘어서 중앙정치의 개혁을 요구하며 3월에 전주성을 점령하고 5월 7일 전주화약을 맺어 일정 정도 성과를 보았다. 고종은 농민군의 봉기 이후 청나라에 진압 지원을 요청하였고 청나라 군대가 조선에 입국하자 일본 역시 톈진 조약을 근거로 파병하였다. 조선에 주둔한 일본군은 이 틈을 노려 자신들의 영향력을 강화할 목적으로 7월 23일(음력 6월 21일)경복궁을 무단 점령하였다. 새벽에 영춘문을 통해 기습한 일본군은 조선군과 총격전을 벌인 끝에 조선군의 무장을 해제하고 고종에게 자신들의 요구안을 전달하였다. 이일로 일본과 청나라는 조선에서 청일전쟁을 벌이게 된다.
일본이 경복궁을 무단 침입하고 국왕을 겁박하였다는 소식은 전봉준이 서울 진격을 결심하게 된 계기가 되었다. 당시 동학은 전봉준이 이끄는 남접과 최시형이 이끄는 북접의 입장에 차이가 있어 사회의 전면적 개혁을 요구하는 납접과 달리 북접은 종교의 자유 획득에 보다 중점을 두고 있었고, 이 때문에 중앙정부와의 충돌을 피하는 분위기였다. 그러나 청일전쟁으로 조선이 전쟁터가 되고 중앙정부의 위신이 땅에 떨어지자 남북접 모두 "척왜양이"를 내걸고 거병하게 되었다. 1894년 음력 9월 추수철이 지날 무렵 농민군은 다시 결집하였다.
봄철 전주성 점령이 주로 전라도의 남접이 주축이 되어 진행되었던 반면, 가을철 봉기는 전라도와 충청도 농민이 합세하여 이루어졌다. 전봉준은 삼례에 집결하여 북진을 시작하였고 최시형은 보은에서 북접을 결집하였다. 당시 남북접을 합한 농민군의 규모는 총 4만여 명에 가까웠다.
삼례에서 논산을 거쳐 서울로 북진하려면 충청감영이 있는 공주는 반드시 점령해야 하는 요충지였고, 농민군을 진압하기 위해 파견된 관군 역시 공주를 반드시 지켜야 하였다. 조선 정부는 일본과 협력하여 농민군을 진압하기로 결정하고 9월 21일 통위영과 장위영 소속 부대를 주력으로 양호도순무영(兩湖都巡撫營)을 설치하고 신정희를 도순무사로 임명하였다. 일본은 2개 대대 병력을 보내 조선의 관군을 돕도록 하였다. 이로서 양측은 공주를 두고 전투가 불가피하게 되었으며 논산에서 공주로 넘어가는 길목인 우금치가 주요 전장이 되었다.

## 무장과 병력

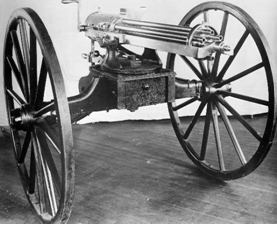
관군이 보유하였던 개틀링 건

### 농민군
동학 농민군은 주로 농업에 종사하던 농민들로 구성되어 무장이 변변치 않아 1차 봉기 때 두드러진 무장이 급조한 죽창이었을 정도였다. 그러나 이후 관군의 무기를 노획하여 약간의 대포와 화승총 등으로 무장을 강화할 수 있었다. 전주성 점령 당시 농민군에는 2문의 대포와 1백여 정의 총기가 있었다. 이 외에도 보다 사거리를 늘린 천보총도 사용되었다. 전반적으로 보았을 때 농민군은 의지는 컸으나 무장은 변변찮았다고 볼 수 있다. 이 때문에 농민군 지휘부는 사기를 높이기 위해 총알을 피할 수 있다는 "궁을"을 쓴 부적을 나눠주기도 하였다.
2차 봉기 당시 농민군의 전체 병력은 4만여 명에 달했으나 이들은 각각 별도의 접장에 의해 결집되어 중앙지휘부는 없었기 때문에 효율적인 집중 공격을 가할 수는 없었다. 남접을 이끌던 전봉준이 직접 동원할 수 있는 병력은 최대 1만여명이었고 공주 점령을 위한 선발대는 4천여 명이었다. 이들은 초기 전투 이후 전선이 교착상태에 빠지자 김개남 등에게 지원을 요청하여 병력을 확충하였고 우금치 전투 당시 총 병력은 2만여 명 정도였다. 이러한 비효율적 지휘 체계는 무장의 열세와 함께 우금치 전투 패배의 원인으로 작용하였다.

### 관군
우금치 전투 당시 관군은 일본을 통해 신식 무기로 무장한 상태였다. 독일제 크루프포, 개틀링 기관총, 영국제 스나이더 소총, 일본이 자체개발한 무라타 소총 등으로 무장하였다. 이들 신식 무기는 화승총과 달리 빠른 장전과 사격이 가능하였고 특히 개틀링 기관총은 밀집하여 공격해 오는 병력을 충분히 막을 수 있었다. 관군의 총 병력은 2000여 명이었고 일본군 2개 대대가 지원하였다.

## 전투

### 이인 전투
농민군은 11월 20일(음력 10월 23일) 공주로 진입하는 관문인 이인역 인근으로 진군하여 산 위에 진을 펼쳤다. 관군 역시 충청감사 박제순 휘하의 감영군이 이인역으로 출동하였고, 일본군 1개 소대가 지원하였다. 관군은 일본군과 함께 삼면으로 농민군을 공격하였으나 고지대를 점령하고 있던 농민군의 격렬한 저항으로 사망 120여 명, 부상 300여 명의 피해를 입고 후퇴하였다. 충청감사 박제순은 전라감사의 미온적 태도가 농민군의 조기 진압에 실패한 원인이라고 상소하며 강경한 진압의지를 보였으나 실제 병력 운용에는 미흡하여 관군의 피해를 키웠다.

### 효포 전투
중앙 정부가 파견한 순무선봉장 이규태가 공주에 도착한 것은 충청감영 군사가 이인 전투에서 패퇴한 다음날인 11월 21일(음력 10월 24일)이었다. 한편 일본군 제19대대 소속 서로 중대도 공주에 도착하여 감영 방어를 담당하였다. 농민군은 관군이 재편성을 위해 금강진 인근의 효포를 비운 것을 알아채고 이곳을 통해 공주로 진격하고자 하였다. 11월 22일(음력 10월 25일) 새벽 동학군은 금강을 건너 효포를 통해 공격하였고 관군도 이를 알아채고 반격을 시작하였다. 한낮 무렵 시작된 양측의 격전은 날이 저물때까지 계속되었고 농민군은 관군의 우세한 화력에 밀려 후퇴할 수 밖에 없었다. 동학군은 대포 2문을 잃고 70여 명의 전사자를 내었다.

### 우금치 전투
효포 전투에서 후퇴한 전봉준은 논산에서 농민군을 재편하고 우금치를 통과하여 공주를 점령하고자 하였다. 당시 농민군은 후방을 보호하기 위해 전주에 김개남이, 광주에 손화중이 주둔하고 있었다. 전봉준은 이틀에게 통문을 보내 공주 총집결을 요청하였고 김개남이 이에 호응하여 5천여 명의 병력을 이끌고 합세하였다.
관군 역시 우금치를 가장 중요한 관문으로 여기고 있었다. 견준봉을 중심으로 세곳에 진지를 구축한 관군은 지형적으로 유리한 고지에서 농민군의 공격을 방어하기로 결정하였다. 관군은 화력면에서 우세하였으나 총 2천여 명의 병력 가운데 우금치를 지키는 병력은 980여 명 규모에 불과하여 2만여 명의 농민군에 대응하기 위해서는 좁은 길목을 지키는 것이 합리적인 선택이었다.
12월 5일(음력 11월 9일) 농민군의 총공세가 시작되었다. 농민군은 수적 우세를 이용하여 일부 병력을 효포와 고마나루로 진격시켜 관군의 방어를 교란하면서 전봉준이 이끄는 주력 부대가 우금치를 공격하였다. 그러나 고지를 올라가며 공격하여야 하는 지리적 불리함과 함께 기관총과 같은 신무기가 동원되어 쏟아지는 집중포화를 뚫을 수 없었다. 이후 농민군은 일주일여 사이에 4-50여 차례의 돌격을 감행하였으나 "시체가 산을 이루는" 수 많은 사상자를 내고 후퇴하였다. 농민군이 퇴각하자 관군은 곧바로 추격하였고 이 과정에서 많은 농민군이 사살되었다.

## 여파
개남아 개남아 김개남아
 수천 군사 어디다 두고
 짚둥우리가 왠 말이냐.
 —  김개남이 압송될 때 불려진 노래
우금치 전투 이후 전봉준은 순창으로 피신하였으나 체포되어 한양으로 압송되었다. 김개남은 피신 중 체포되어 압송되다 동학 농민군에 탈취당할 것을 염려한 전라감사 이도재에 의해 즉결 처형되었다. 이로서 동학 농민 운동은 사실상 종료되었다.
이후 전국에서 동학 신도를 색출하고 처형하는 학살이 번졌다. 이러한 학살은 일본군뿐만 아니라 관군에 의해서도 저질러졌으며 동학에 반대하는 유생들이 모은 병력에 의해서도 일어났다.
한편 동학 농민 운동을 빌미로 일어난 청일전쟁은 해를 넘겨 계속되다 1895년 4월 17일 시모노세키 조약으로 종결되었다. 이로서 일본은 조선에 대한 청나라의 우위권을 부정하고 자신들의 영향력을 확대할 수 있게 되었다.

## 같이 보기
- 동학 농민 운동
- 공주 우금치 전적
- 우금치